# Japan op het wereldkampioenschap voetbal 2006
Japan was een van de deelnemers aan het Wereldkampioenschap voetbal 2006 . Het land nam voor de derde achtereenvolgende keer deel. In 1998 maakte Japan zijn WK-debuut en wist zich sindsdien voor iedere editie te kwalificeren. Die eerste keer in 1998 kwam het niet voorbij de groepsfase. In 2002, toen het toernooi in eigen land en Zuid-Korea werd gehouden, bereikte het de tweede ronde.

## Kwalificatie
Als lid van de AFC stroomde Japan vanwege haar reputatie pas in de tweede ronde in. Daarin kwam het terecht in groep 3, samen met Oman, India en Singapore. Deze groep werd met zes overwinningen uit zes wedstrijden simpel gewonnen. Daarna kwam men in de derde en laatste ronde opnieuw in een groep van vier landen terecht, waarvan er uiteindelijk drie kans zouden maken op een WK ticket. De nummers 1 en 2 uit de groep zouden zich verzekerd weten van het WK, terwijl de nummer drie in de groep het eerst zou moeten opnemen tegen de nummer drie uit de andere groep in de derde ronde. De winnaar van dat duel zou vervolgens aantreden tegen het als vierde geplaatste CONCACAF-land, Trinidad en Tobago.
Ook in de finaleronde kwam Japan niet tot nauwelijks in de problemen. De 2-1 nederlaag in de uitwedstrijd tegen Iran zorgde er wel voor dat Japan op dat moment enige achterstand had, maar aangezien de vijf overige wedstrijden werden gewonnen werd Japan groepswinnaar en kwalificeerde het zich overduidelijk voor het WK.

### Wedstrijden

#### Tweede ronde
| 18 februari, 2004 | Japan     | 1 – 0 | Oman      |
| 31 maart, 2004    | Singapore | 1 – 2 | Japan     |
| 9 juni, 2004      | Japan     | 7 – 0 | India     |
| 8 september, 2004 | India     | 0 – 4 | Japan     |
| 13 oktober, 2004  | Oman      | 0 – 1 | Japan     |
| 17 november, 2004 | Japan     | 1 – 0 | Singapore |

### Ranglijst
| Land      | Wed | Win | Gel | Ver | DV | DT | +/- | Pnt |
| --------- | --- | --- | --- | --- | -- | -- | --- | --- |
| Japan     | 6   | 6   | 0   | 0   | 16 | 1  | +15 | 18  |
| Oman      | 6   | 3   | 1   | 2   | 14 | 3  | +11 | 10  |
| Singapore | 6   | 1   | 1   | 4   | 2  | 18 | -16 | 4   |
| India     | 6   | 1   | 0   | 5   | 3  | 13 | -10 | 3   |

#### Derde ronde
| 9 februari, 2005  | Japan       | 2 – 1 | Noord-Korea |
| 25 maart, 2005    | Iran        | 2 – 1 | Japan       |
| 30 maart, 2005    | Japan       | 1 – 0 | Bahrein     |
| 3 juni, 2005      | Bahrein     | 0 – 1 | Japan       |
| 8 juni, 2005      | Noord-Korea | 0 – 2 | Japan       |
| 17 augustus, 2005 | Japan       | 2 – 1 | Iran        |

### Ranglijst
| Land        | Wed | Win | Gel | Ver | DV | DT | +/- | Pnt |
| ----------- | --- | --- | --- | --- | -- | -- | --- | --- |
| Japan       | 6   | 5   | 0   | 1   | 9  | 4  | +5  | 15  |
| Iran        | 6   | 4   | 1   | 1   | 7  | 3  | +4  | 13  |
| Bahrein     | 6   | 1   | 1   | 4   | 4  | 7  | -3  | 4   |
| Noord-Korea | 6   | 1   | 0   | 5   | 5  | 11 | -6  | 3   |

## Groep F
Voor velen was titelverdediger Brazilië opnieuw de favoriet, het herbergde vier van de beste voetballers allen spelend voor grote clubs: Adriano (Inter Milan), middenvelder Kaká (AC Milan), topscorer Ronaldo (Real Madrid) en vooral Ronaldinho (FC Barcelona) die met zijn wervelende acties verantwoordelijk was voor de Champions League winst. Heel Berlijn keek verwachtingsvol uit naar de eerste wedstrijd tegen Kroatië, maar de wedstrijd was bleekjes en alleen een sterk moment van Kaká was genoeg voor de winst. Ook de wedstrijd tegen Australië viel voor de liefhebbers van samba-voetbal tegen, Australië kreeg na de 1-0 van Adriano genoeg kansen, maar het werd uiteindelijk 2-0 door invaller Fred. Brazilië was al geplaatst, in de laatste wedstrijd tegen Japan maakte een veredeld B-team een veel frisser indruk, het won met 4-1 en de in de eerste wedstrijden zwaar tegenvallende Ronaldo scoorde twee doelpunten en was nu met Gerd Müller topscorer aller tijden.
Japan, Kroatië en Australië streden om de tweede plaats, Japan kwam tegen Australië op een 1-0 voorsprong door een doelpunt van de bij
Celtic spelende Shunsuke Nakuruma na verkeerd inlopen van de Australische doelman Mark Schwarzer en stond vijf minuten voor tijd nog steeds voor. De Nederlandse bondscoach Guus Hiddink, die eerder wonderen verrichtte op het vorige WK bij Zuid-Korea bracht Tim Cahill en John Aloisi in, zij zorgden voor drie doelpunten in vijf minuten tijd. Het waren de eerste doelpunten en de eerste zege van Australië op een WK. Japan tegen Kroatië was doelpuntloos, mede omdat de Kroaat Darijo Srna een strafschop miste.
In het beslissende duel tegen Kroatië zou Australië genoeg hebben aan een gelijkspel. Al vroeg in de wedstrijd kwam Kroatië voor door een vrije trap van Srna, na een overduidelijke handsbal kreeg Australië een strafschop die de gelijkmaker opleverde. Hiddink had voor de wedstrijd doelman Schwarzer gepasseerd ten gunste van ex-Roda JC doelman Željko Kalac, dat was geen gelukkige keuze, want hij blunderde opzichtig bij het tweede doelpunt. De Australiërs hadden echter een geweldige fighting spirit en kwamen in de 77e minuut op gelijke hoogte na een doelpunt van Harry Kewell. Australië had zich geplaatst voor de achtste finales en Hiddink had opnieuw een huzarenstukje afgeleverd. In de slotfase kreeg de Kroaat Josip Šimunić zijn tweede gele kaart, scheidsrechter Graham Poll vergat hem uit het veld te sturen en later stuurde Poll hem toch uit het veld na een derde gele kaart. Poll besluit na deze opmerkelijke blunder zijn loopbaan te beëindigen.
| Land      | Wed | Win | Gel | Ver | DV | DT | +/− | Pnt |
| --------- | --- | --- | --- | --- | -- | -- | --- | --- |
| Brazilië  | 3   | 3   | 0   | 0   | 7  | 1  | 6   | 9   |
| Australië | 3   | 1   | 1   | 1   | 5  | 5  | 0   | 4   |
| Kroatië   | 3   | 0   | 2   | 1   | 2  | 3  | –1  | 2   |
| Japan     | 3   | 0   | 1   | 2   | 2  | 7  | –5  | 1   |

|                                               |                              |       |              |                                                                                             |
| 12 juni 2006 «onderlinge duels» 15:00 (UTC+2) | Australië                    | 3 – 1 | Japan        | Fritz-Walter-Stadion, Kaiserslautern Toeschouwers: 46.000 Scheidsrechter: Esam Abd El Fatah |
| 12 juni 2006 «onderlinge duels» 15:00 (UTC+2) | Cahill 84', 89' Aloisi 90+2' |       | 26' Nakamura | Fritz-Walter-Stadion, Kaiserslautern Toeschouwers: 46.000 Scheidsrechter: Esam Abd El Fatah |

|                                               |          |       |         |                                                                               |
| 13 juni 2006 «onderlinge duels» 21:00 (UTC+2) | Brazilië | 1 – 0 | Kroatië | Olympiastadion, Berlijn Toeschouwers: 72.000 Scheidsrechter: Benito Archundia |
| 13 juni 2006 «onderlinge duels» 21:00 (UTC+2) | Kaká 44' |       |         | Olympiastadion, Berlijn Toeschouwers: 72.000 Scheidsrechter: Benito Archundia |

|                                               |         |       |       |                                                                                        |
| 18 juni 2006 «onderlinge duels» 15:00 (UTC+2) | Kroatië | 0 – 0 | Japan | easyCredit-Stadion, Neurenberg Toeschouwers: 41.000 Scheidsrechter: Frank De Bleeckere |
| 18 juni 2006 «onderlinge duels» 15:00 (UTC+2) |         |       |       | easyCredit-Stadion, Neurenberg Toeschouwers: 41.000 Scheidsrechter: Frank De Bleeckere |

|                                               |                      |       |           |                                                                         |
| 18 juni 2006 «onderlinge duels» 18:00 (UTC+2) | Brazilië             | 2 – 0 | Australië | Allianz Arena, München Toeschouwers: 66.000 Scheidsrechter: Markus Merk |
| 18 juni 2006 «onderlinge duels» 18:00 (UTC+2) | Adriano 49' Fred 90' |       |           | Allianz Arena, München Toeschouwers: 66.000 Scheidsrechter: Markus Merk |

|                                               |            |       |                                             |                                                                              |
| 22 juni 2006 «onderlinge duels» 21:00 (UTC+2) | Japan      | 1 – 4 | Brazilië                                    | Signal Iduna Park, Dortmund Toeschouwers: 65.000 Scheidsrechter: Éric Poulat |
| 22 juni 2006 «onderlinge duels» 21:00 (UTC+2) | Tamada 34' |       | 45+1', 81' Ronaldo 53' Juninho 59' Gilberto | Signal Iduna Park, Dortmund Toeschouwers: 65.000 Scheidsrechter: Éric Poulat |

|                                               |                      |       |                             |                                                                                 |
| 22 juni 2006 «onderlinge duels» 21:00 (UTC+2) | Kroatië              | 2 – 2 | Australië                   | Mercedes-Benz Arena, Stuttgart Toeschouwers: 52.000 Scheidsrechter: Graham Poll |
| 22 juni 2006 «onderlinge duels» 21:00 (UTC+2) | Srna 2' N. Kovač 56' |       | 38' (pen.) Moore 79' Kewell | Mercedes-Benz Arena, Stuttgart Toeschouwers: 52.000 Scheidsrechter: Graham Poll |

## Wedstrijden gedetailleerd
WK voetbal 2006 (Groep F) Australië - Japan
WK voetbal 2006 (Groep F) Japan - Kroatië
WK voetbal 2006 (Groep F) Japan - Brazilië

## Opmerkingen
1. ↑  Gearchiveerde kopie. Gearchiveerd op 20 oktober 2022. Geraadpleegd op 20 oktober 2022.
2. ↑  https://www.youtube.com/watch?v=iwD3bvyj4Nk
3. ↑  https://www.youtube.com/watch?v=vAScekoDlmY
4. ↑  https://www.nieuwsblad.be/cnt/g9cthe42
5. ↑  http://news.bbc.co.uk/sport2/hi/football/world_cup_2006/4853210.stm
6. ↑  https://www.trouw.nl/nieuws/bevrijde-ronaldo-nu-wk-topscorer-aller-tijden~b15753f3/
7. ↑  https://m.fcupdate.nl/voetbalnieuws/35382/hiddink-schrijft-historie-met-australie/
8. ↑  https://www.standaard.be/cnt/dmf18062006_044
9. ↑  https://www.youtube.com/watch?v=f4pwdZSN0Qk
10. ↑  https://www.trouw.nl/nieuws/guus-hiddink-met-australie-naar-laatste-zestien~b2e407c9/
11. ↑  https://www.elfvoetbal.nl/Overige/216079/drie-keer-geel-voor-simunic
12. ↑  https://www.trouw.nl/nieuws/blunder-leidt-tot-einde-loopbaan-poll~b8ee2e57/

JFA · A-Internationals · Selecties · Bondscoaches · Statistieken · Olympisch elftal · Japans vrouwenelftal · Japan U21 · Japan U20 · Japan U19 · Japan U18 · Japan U17
1910 – 1949 · 
1950 – 1959 · 
1960 – 1969 · 
1970 – 1979 · 
1980 – 1989 · 
1990 – 1999 · 
2000 – 2009 · 
2010 – 2019 · 
2020 – 2029
CC 1995 · 
CC 2001 · 
CC 2003 · 
CC 2005
WK 1998 · 
WK 2002 · 
WK 2006 · 
WK 2010 · 
WK 2014 · 
WK 2018
OS 1936 · 
OS 1956 ·
OS 1964 · 
OS 1968 · 
OS 1996 ·
OS 2000 ·
OS 2004 ·
OS 2008 ·
OS 2012 ·
OS 2016 ·
OS 2020
1917 · 
1918 · 1919 · 
1921 · 
1922 · 
1923 · 
1924 · 
1925 · 
1926 · 
1927 · 
1928 · 1929 · 
1930 · 
1931 · 1932 · 1933 · 
1934 · 
1935 · 
1936 · 
1937 · 1938 · 
1939 · 
1940 · 
1941 · 
1942 · 
1943 – 1950 · 
1951 · 
1952 · 1953 · 
1954 · 
1955 · 
1956 · 
1957 · 
1958 · 
1959 · 
1960 · 
1961 · 
1962 · 
1963 · 
1964 · 
1965 · 
1966 · 
1967 · 
1968 · 
1969 · 
1970 · 
1971 · 
1972 · 
1973 · 
1974 · 
1975 · 
1976 · 
1977 · 
1978 · 
1979 · 
1980 · 
1981 · 
1982 · 
1983 · 
1984 · 
1985 · 
1986 · 
1987 · 
1988 · 
1989 · 
1990 · 
1991 · 
1992 · 
1993 · 
1994 · 
1995 · 
1996 · 
1997 · 
1998 · 
1999 · 
2000 · 
2001 · 
2002 · 
2003 · 
2004 · 
2005 · 
2006 · 
2007 · 
2008 · 
2009 · 
2010 · 
2011 · 
2012 · 
2013 · 
2014 · 
2015 ·
2016 ·
2017 ·
2018 ·
2019 ·
2020 ·
2021 ·
2022
Afghanistan ·
Angola ·
Argentinië ·
Australië ·
Azerbeidzjan · 
Bahrein ·
Bangladesh ·
België ·
Bolivia ·
Bosnië en Herzegovina ·
Brazilië ·
Brunei ·
Bulgarije ·
Cambodja ·
Canada ·
Chili ·
China ·
Colombia ·
Costa Rica ·
Cyprus ·
Denemarken ·
Duitsland ·
Ecuador ·
Egypte ·
El Salvador ·
Engeland ·
Filipijnen ·
Finland ·
Frankrijk ·
Ghana ·
Griekenland ·
Guatemala ·
Haïti ·
Honduras ·
Hongarije ·
Hongkong ·
IJsland ·
India ·
Indonesië ·
Irak ·
Iran ·
Israël ·
Italië ·
Ivoorkust ·
Jamaica ·
Jemen ·
Joegoslavië ·
Jordanië ·
Kameroen ·
Kazachstan ·
Kirgizië ·
Koeweit ·
Kroatië ·
Letland ·
Luxemburg ·
Macau ·
Maleisië ·
Mali ·
Malta ·
Mexico ·
Mongolië ·
Montenegro ·
Myanmar ·
Nederland ·
Nepal ·
Nieuw-Zeeland ·
Nigeria ·
Noord-Korea ·
Noorwegen ·
Oekraïne ·
Oezbekistan ·
Oman ·
Oostenrijk ·
Pakistan ·
Palestina ·
Panama ·
Paraguay ·
Peru ·
Polen ·
Qatar ·
Roemenië ·
Rusland ·
Saoedi-Arabië ·
Schotland ·
Senegal ·
Servië ·
Servië en Montenegro ·
Singapore ·
Slowakije ·
Sovjet-Unie ·
Spanje ·
Sri Lanka ·
Syrië ·
Tadzjikistan ·
Taiwan ·
Thailand ·
Togo ·
Trinidad en Tobago ·
Tsjechië ·
Tunesië ·
Turkije ·
Turkmenistan ·
Uruguay ·
Venezuela ·
Verenigde Arabische Emiraten ·
Verenigde Staten ·
Vietnam ·
Wales ·
Wit-Rusland ·
Zambia ·
Zuid-Afrika ·
Zuid-Jemen ·
Zuid-Korea ·
Zuid-Vietnam ·
Zweden ·
Zwitserland
Australië (2006) · 
Brazilië (2006) · 
België (2018) · 
Colombia (2014) · 
Colombia (2018) ·
Denemarken (2010) ·
Duitsland (2022) · 
Frankrijk (2001) · 
Griekenland (2014) · 
Ivoorkust (2014) · 
Kameroen (2010) · 
Kroatië (2006) · 
Nederland (2010) ·
Polen (2018) ·
Senegal (2018) ·
Spanje (2022)